# 日守流
日守流（ひのがみりゅう）とは、日守政秀（日守市右衛門）が開いた、関所の役人のための技術（武術に限定されない）の流派で、正しくは日守流警固関所固三道具組という。江戸時代に尾張藩で伝承された。
棒術・三道具術・骨法・縄術が含まれる。
ここでいう骨法とは、一種の隠し武器術のことである。